# 편백속
편백속(扁柏屬, 학명: Chamaecyparis 카마이키파리스[*])은 측백나무과의 속이다. 현존하는 종은 아시아(일본, 타이완)와 북아메리카(미국)에 분포하며, 그 외에 화석 기록으로 남아 있는 멸종한 종도 있다.

## 하위 종
현존
- 금백 C. lawsoniana (A.Murray bis) Parl.
- 티오이데스편백 C. thyoides (L.) Britton, Sterns & Poggenb.
  - C. thyoides var. henryae (H.L.Li) Little
- 편백 C. obtusa (Siebold & Zucc.) Endl.
  - C. obtusa var. formosana (Hayata) Hayata
- 화백 C. pisifera (Siebold & Zucc.) Endl.
- 대만홍편백 C. formosensis Matsum.

멸종
- †C. eureka Kotyk, Basinger & McIver[3]
- †C. linguaefolia (Lesq.) MacGinitie